# Vignec
Vignec è un comune francese di 210 abitanti situato nel dipartimento degli Alti Pirenei nella regione dell'Occitania.

## Storia

### Simboli
Lo stemma adottato dal comune si può blasonare:

## Società

### Evoluzione demografica
Abitanti censiti